# Mann-O-Meter

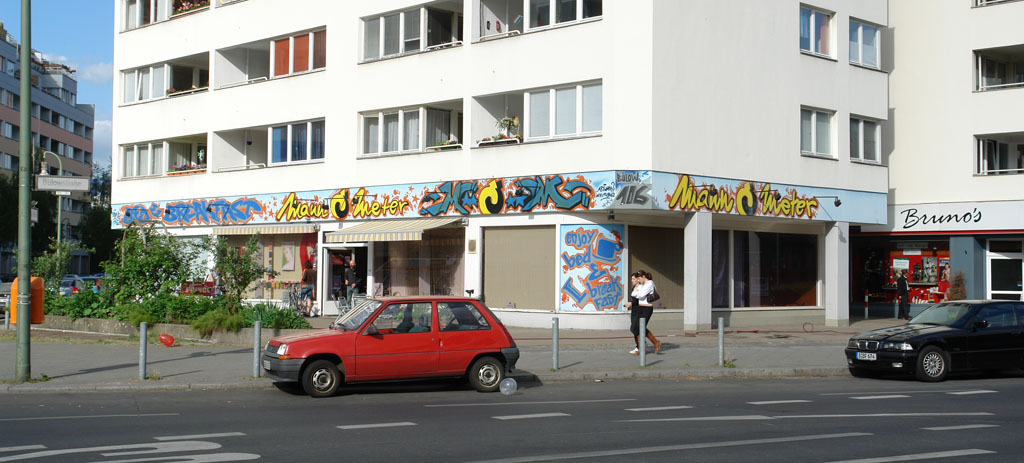
Der Sitz des Mann-O-Meter an der Bülowstraße 106 in Berlin-Schöneberg, 2005

Mann-O-Meter (MOM) ist ein Beratungs- und Informationszentrum für schwule und bisexuelle Männer und Jugendliche im Berliner Ortsteil Schöneberg. Zum gleichnamigen Trägerverein Mann-O-Meter e. V. gehört auch das Anti-Gewalt-Projekt Maneo.
Ursprünglich ging es aus einer Idee des Treffens Berliner Schwulengruppen (TBS), im Jahr 1985 eine Telefonberatungsstelle für die AIDS-Gegenaufklärung zu entwickeln. Heute bietet der Verein ein umfangreiches Angebot für unterschiedlichste Bedürfnisse inklusive verschiedener Gruppen an.

## Geschichte
Mann-O-Meter wurde 1986 als das erste schwule „Gay Switchboard“ in Deutschland eröffnet, nachdem der Trägerverein Mann-O-Meter e. V. bereits seit 1985 arbeitete. Zunächst bestand der Verein nur aus ehrenamtlich Tätigen unter Federführung von Thomas Brüggemann (†) und einigen Studenten, darunter der Jura-Student Jörg Stubben (†). Später setzte sich der damalige Berliner Gesundheitssenator Ulf Fink (CDU) für eine finanzielle Förderung des Projektes ein. Die ersten angemieteten Räumlichkeiten befanden sich in der Schöneberger Manteuffelstraße, später dann viele Jahre in der Motzstraße. Wegen eines erweiterten Platzbedarfs ist der Verein 2001 auf die andere Seite des Nollendorfplatzes in die Bülowstraße 106 gezogen. Heute werden die vier festen Stellen von Mann-O-Meter hauptsächlich durch Spenden und einen Cafébetrieb sowie teilweise aus Mitteln der Stiftung Deutsche Klassenlotterie finanziert. Hauptlast der Arbeit tragen aber mehr als 70 ehrenamtlich Tätige.
Das Mann-O-Meter war Modell für zahlreiche ähnliche, inzwischen verwirklichte Projekte in der damaligen westdeutschen Bundesrepublik. Während der Wendezeit wurde das Angebot des Vereins von der neuen ostdeutschen und osteuropäischen Zielgruppe förmlich überrollt. In der ehemaligen DDR war AIDS sehr viel weniger in den Medien präsent gewesen.

## Angebot
Mann-O-Meter bietet ein umfassendes Angebot an Beratung und Information zu HIV und anderen sexuell übertragbaren Erkrankungen, zu Problemen beim Coming-out und in der Partnerschaft sowie zu anderen Fragen im Zusammenhang mit Homosexualität und schwulen Lebensweisen.
Täglich stehen zwei ehrenamtliche Berater für persönliche oder telefonische Beratungen zur Verfügung. Bei Bedarf vermitteln sie auch Gesprächstermine mit den zwei hauptamtlichen Psychologen. Durch die Niedrigschwelligkeit des Info-Cafés können sich die Gäste bei Bedarf auch selbst mit den ausliegenden Informationsmaterialien versorgen. Das Mann-O-Meter bietet außerdem regelmäßig die Möglichkeit, einen anonymen HIV-Schnelltest durchführen zu lassen.
Neben Kulturveranstaltungen und regelmäßigen Ausstellungen, gehört die Jugendgruppe Jungschwuppen (schwule Jugendgruppe für 14- bis 30-Jährige) mit dem Treffen Romeo & Julius zum überregional bekannten Angebot. Im Bereich Freizeitgestaltung unterstützt das MOM durch seinen Cafébetrieb auch andere Gruppen, die Räumlichkeiten für ihre Treffen benötigen. Zum Teil seit Jahren finden u. a. regelmäßige Treffen der Anonymen Alkoholiker, einer Schachgruppe, einer Spielegruppe, der Radler ohne Grenzen sowie von schwulen Eisenbahnfreunden statt.
Für Inhaftierte in Berliner Vollzugsanstalten bietet das MOM ebenfalls ein Beratungs- und Betreuungsangebot, für das die damalige Bundesjustizministerin Brigitte Zypries die Schirmherrschaft übernommen hatte. Das jährlich stattfindende Lesbisch-schwule Stadtfest sowie der Christopher Street Day werden ebenfalls teilweise hier vorbereitet und sind unter maßgeblicher Mitwirkung von Mann-O-Meter in Berlin etabliert worden.

## Maneo
Neben dem Informations- und Beratungsladen ist Maneo als zweites Projekt des Vereins Mann-O-Meter e. V. bundesweit bekannt. Hervorgegangen aus dem 1990 gegründeten Schwulen Überfalltelefon Berlin (SÜB) bietet Maneo Hilfe und Beratung für schwule und bisexuelle Jugendliche und erwachsene Männer in Berlin an, die Opfer von Gewalt wurden, erfasst Fälle von homophoben Übergriffen und Gewalt und initiiert u. a. Anti-Gewalt-Trainings in Zusammenarbeit mit der Berliner Polizei. In regelmäßigen Vor-Ort-Aktionen an Szenetreffpunkten klärt Maneo über die damit zusammenhängenden Risiken auf und ermutigt potenziell Betroffene, entsprechende Fälle zur Anzeige zu bringen. 2006 wurde die Maneo-Toleranzkampagne entwickelt, die für die Dauer von drei Jahren aus Mitteln der Stiftung Deutsche Klassenlotterie finanziert werden konnte.
Im Rahmen seiner gewaltpräventiven Öffentlichkeitsarbeit initiierte Maneo 1992/1993 das Lesbisch-Schwule Stadtfest Berlin. Bis 1998 leitete Maneo die Koordination und Organisation.
Die von Maneo zwischen 2006 und 2008 durchgeführten bundesweiten Umfragen zu homophoben Gewalterfahrungen standen zeitweilig in der Kritik, weil diesen unterstellt wurde, schwulenfeindliche Übergriffe insbesondere Menschen mit Migrationshintergrund zuzuschreiben. Belege dafür fanden sich jedoch in der wissenschaftlich begleiteten Umfrage nicht. An der ersten Maneo-Umfrage (2006/2007) beteiligten sich knapp 24.000 Teilnehmer, an der zweiten Maneo-Umfrage (2007/2008) knapp 17.500 Teilnehmer.
Im Jahr 2009 initiierte Maneo die „Regenbogenbrücke“, mit der Jugendliche aus Tel Aviv, die am 1. August 2009 einen schweren Anschlag auf ihr Jugendzentrum Bar Noir der Organisation Agudah überlebt hatten, zu Ferien nach Berlin eingeladen wurden. Das Projekt wurde von den Bürgermeistern der Städte Berlin, Köln und Tel Aviv unterstützt, die die Schirmherrschaft übernommen hatten.
Als bürgerrechtsengagiertes Projekt vergibt Maneo seit 2006 (gemeinsam mit den Anti-Gewalt-Projekten SOS-Homophobie aus Frankreich und Lambda und KPH aus Polen) den europäischen Tolerantia-Preis, mit dem herausragende Persönlichkeiten ausgezeichnet werden, die sich um Toleranz verdient gemacht haben.
Preisträger
- 2006: Volker Beck (MdB) und Günter Dworek (Aktivist der Lesben und Schwulen Bewegung)
- 2007: Die Gruppe Menschenrechte und sexuelle Identität (MERSI) von Amnesty International
- 2008: Tanja Walther-Ahrens (Sportwissenschaftlerin), Philipp Lahm (Kapitän der deutschen Fußballnationalmannschaft) und Theo Zwanziger (Präsident des Deutschen Fußball-Bundes)
- 2009: Hans-Wolfram Stein (Lehrer in Bremen)
- 2010: Wieland Speck und Mabel Aschenneller (TEDDY-Produzenten)
- 2011: Lala Süsskind (Vorsitzende der Jüdischen Gemeinde zu Berlin)
- 2012: Elfi Scho-Antwerpes (Bürgermeisterin von Köln)[3]
- 2013: Maria Sabine Augstein, Rechtsanwältin
- 2014: Corny Littmann, LGBT-Aktivist und ehemaliger Vereinspräsident des FC St. Pauli, Theatermacher, Schauspieler
- 2015: Klaus Wowereit, ehemaliger Regierender Bürgermeister von Berlin
- 2016: Evangelische Kirche Berlin-Brandenburg-schlesische Oberlausitz (EKBO), Evangelische Kirche in Hessen und Nassau (EKHN) und Evangelische Kirche im Rheinland[4]
- 2017: Heiko Maas (Bundesminister der Justiz und für Verbraucherschutz), Stéphane Corbin (französischer Sänger und Komponist), Océane Rosemarie (französische Sängerin, Komikerin, Schauspielerin und Regisseurin), Elżbieta Szczęsna (pensionierte Chemielehrerin aus Polen), Chris Hudson (Pfarrer der All Souls Non-Subscribing Presbyterian Church in Süd-Belfast), Alan David Sangines (Vizepräsident und Politverantwortlicher des Zurich Pride Festival)[5]
- 2018: Johannes Kram (Autor, Textdichter, Blogger und Marketingstratege), Christiane Taubira (ehemalige französische Justizministerin), Bronagh Waugh (nordirische Schauspielerin), Kathrin Bertschy (Schweizer Nationalrätin), sowie die gesamte LGBTI-Community in Polen[6]
- 2019: Open for Business (internationales Netzwerk von Unternehmen), Collective des Intersexes et Alliés (CIA) (Frankreich), Bartosz Staszewski (polnischer LSBT-Aktivist und Filmemacher), Lyra McKee (Nordirische Journalistin), Henry Hohmann (Aktivist und Kunsthistoriker, Mitbegründer und Co-Präsident des Transgender Network Switzerland (TGNS) von 2012 bis 2018 und Organisator der Schweizer Transtagung)[7][8]

## Nachbarschaft
Das Mann-O-Meter befindet sich direkt am Nollendorfplatz, einem Zentrum homosexueller Stadtkultur seit über hundert Jahren. In der Nähe befinden sich heute das Café PositHiv, homosexuelle Bars und Kneipen wie die international bekannte Toms Bar und das stark frequentierte Café Berio auf dem Weg zum Winterfeldtplatz mit seinem samstäglichen Wochenmarkt.

## Zusammenarbeit
Das Mann-O-Meter arbeitet mit unterschiedlichen öffentlichen und privaten Institutionen zusammen. Kooperationspartner waren oder sind:
- Robert Koch-Institut
- Arbeitskreis AIDS niedergelassener Ärzte
- Schwulenberatung Berlin
- Berliner Aids-Hilfe e. V.
- Landesverband der Berliner AIDS-Selbsthifegruppen e. V. (LaBAS)
- Pluspunkt
- manCheck
- Fixpunkt e. V.
- subWay e. V.
- Zeitschrift Siegessäule
- Tropeninstitut (Institut für Tropenmedizin) der Charité
- organisatorische Zusammenschlüsse rund um Rosa von Praunheim, der in der Gründungsphase des Vereins den Kontakt zur Senatsverwaltung hergestellt hatte.

## Jubiläum
Im Jahr 2006 feierte das Mann-O-Meter sein 20-jähriges Bestehen. Das 25. Jubiläum wurde am 29. August 2011 mit einer Gala im Tipi am Kanzleramt gefeiert, das Grußwort hielt der damalige Regierende Bürgermeister Klaus Wowereit, der auch die Schirmherrschaft übernommen hatte.

## Veröffentlichungen
Neben den Publikationen von Maneo wird am Nollendorfplatz auch die monatliche Info-Zeitschrift gaynow hergestellt. Über den Postverteiler ist das MOM ein wichtiges Informations-Gateway für die nichtkommerzielle schwule Szene in Berlin und knüpft damit an eine Gründungsidee – ein Infoswitchpoint zu sein – an.
Früher gab das MOM mit den Pink Pages in regelmäßigen Abständen ein bundesweites Verzeichnis von schwul-lesbischen Gruppen und Vereinen heraus. Diese waren vor der allgemeinen Verfügbarkeit und Zugänglichkeit entsprechender Informationen über das Internet ein wichtiger Beitrag zur Vernetzung der schwulen Szene.